# Wierzchlas (województwo kujawsko-pomorskie)
Wierzchlas (niem. Lindenbusch) – osada leśna w Polsce położona w województwie kujawsko-pomorskim, w powiecie tucholskim, w gminie Cekcyn. Wieś leży na terenie Rezerwatu Przyrody Cisy Staropolskie.
W latach 1975–1998 miejscowość należała administracyjnie do województwa bydgoskiego.